# Леошкин, Евгений Иосифович
Евгений Иосифович Леошкин -  почётный гражданин города Балаково, заслуженный тренер РСФСР, тренер   команды Турбина (спидвейный клуб) из города Балаково.

## Биография

### Начало тренерского пути.
Евгений Иосифович родился в 1938 году. В равной степени его увлекала езда по гаревой дорожке, по льду, и по пересечённой местности. Он очень быстро выполнил норматив кандидата в мастера спорта.  Евгений Иосифович совмещал работу и спорт, работал он в автоколонне «Саратовгэсстроя»  сварщиком.  Дел у сварщика невпроворот. За день Леошкин  выматывается до такой степени, что лишний раз руку поднять не хотелось.  И всё же он находил в себе силы, чтобы после рабочего дня сесть на мотоцикл и тренироваться до семи потов.  Упорство и трудолюбия у Евгения Иосифовича хватало на троих. Зная способности Леошкина, партком «Саратовгэсстроя» предложил ему возглавить на общественных началах мотосекцию ДОСААФ. Так начался нелегкий путь тренера. В секции занимались тридцать семь мальчишек.  Тренер набрал ребят прямо с улицы. О спидвее никто представления не имел. Начинали с азов. Трудности преследовали на каждом шагу. Приходилось  не только воспитывать будущих  спортсменов , но и своим руками  создавать базу – строить тренировочный трек, восстановительный центр, боксы для мотоциклов, создавать гаревую дорожку, метанолохранилище, приводить в порядок  территорию, на которой разместился клуб. Мастерство юных мотогонщиков росло на глазах.  В 1967 году команда «Турбина» была заявлена  в федерацию мотоспорта. В следующем году балаковцев включили в командный чемпионат СССР класса «Б».

### Первые победы, и головокружительный взлёт воспитанников Леошкина.
Балаковская Турбина стремительно набирала обороты. В 1968 году она выиграла две встречи. Затем два года подряд занимала третье место. Ещё через год выступала без единого поражения и была переведена из класса «Б» в класс «А».  
Ничтожно малое время понадобилось Евгению Иосифовичу, чтобы вывести свою команду на недосягаемую высоту. Начиная с 1973 года, балаковская «Турбина»  шесть лет подряд не знает поражений. Молодых спортсменов не пугают именитые гонщики, их высокие титулы. Они демонстрируют высочайший класс езды, свою способность бороться до конца, не оставляя сопернику, каким бы грозным он ни был, ни малейшего шанса на победу.  Регулярно гонщиков «Турбина» вызывали и на международные соревнования в состав сборной СССР.  И во всём этом виден тренер  Евгений Иосифович – человек исключительно трудолюбивый, сочетающий в себе редкий дар педагога и руководителя.

### Эпоха разрухи.
Были у балаковцев и бронза и серебро. Но чаще они занимали высшую ступень пьедестала почета. К шести победам в Чемпионатах СССР добавились ещё золотые медали командных чемпионатов СССР 1983 и1989 годов. У команды «Турбина»  в общей сложности восемь золотых медалей в чемпионатах союза, а также 4 серебряных и 5 бронзовых медалей, больше раз чемпионами становились только команда Башкирия из Уфы.  В конце 80-х начала 90-х началась так называемая перестройка. «Турбина» оказалась никому не нужна. Даже стадион «Труд» на треке, которого было одержано столько побед, у неё отняли. Если бы не поддержка химзавода (ОАО «Иргиз»), сезон 1991 г. стал бы для именитой команды последним. А так она продержалась ещё несколько лет- до 1994 года. В 1995 г. Евгений Иосифович попытался, было реанимировать команду, и приватизировал клуб вместе с его материальной базой. Однако, став собственником «Турбины» заслуженный тренер так и не смог возродить 8-кратного чемпиона СССР.  Он очень переживал о развале клуба , принимал попытке к возрождению легендарной «Турбины». Ходил по различным предприятиям и фирмам с просьбой о спонсорстве клуба, в ответ получал лишь  обещания.  А в 2000 году Евгений Иосифович скончался, прям около мотоциклов  на базе «Турбины».

### Требовательный и строгий, но справедливый тренер.
Он был требовательным и строгим, но в то же время справедливым тренером. Евгений Иосифович буквально жил на базе сам готовил на кухне и для себя и для своих воспитанников, что греха таить – многие из дома на тренировки приходили голодные. У него 13-летнии мальчишки полностью могли разобрать и собрать мотоцикл! Двойку получил пацан – учителя не родителям звонили, а Евгению Иосифовичу. Выгонял из команды и не пускал обратно, пока пятёрку не принесёт! К технике приучал мальчишек, у него в армию все шли подготовленными водителями. Из части командиры ему присылали благодарности за подготовку солдата.  Он воспитал целую плеяду прекрасных спортсменов. Около трёх тысяч ребят, в большинстве своём так называемые «трудновоспитуемые», прошли через клуб «Турбина», навсегда подружились со спидвеем. И пусть не все они стали профессиональными  мотогонщиками. Зато все стали классными специалистами. Именно в этом – сделать из непутевых  мальчишек настоящих людей, заинтересовать их, увлечь  любимом делом – видел тренер свою главную миссию. 
Многие ребята вышли на спортивную арену. Более ста из них стали кандидатами в мастера спорта,  около 40 – мастерами спорта. Особая гордость  для Евгения Леошкина были  - братья Валерий и Владимир Гордеевы , а также Олег Волохов. Они – мастера спорта  международного класса.

## Гонка памяти Евгения Иосифовича.
2006 года на стадионе «Труд» команда Турбина проводит Мемориал Леошкина. Это соревнование стало традиционным и проводится ежегодно, в  этот день балаковцы вспоминают своего тренера и победы своей любимой команды, которых бы не было, если бы не мастерство и не тренерский дар Евгения Иосифовича. Правда в 2008 и 2009 году Мемориал проводился по мотокроссу зимой. С 2010 года гонка памяти Евгения Леошкина вновь проводится по спидвею, но в юниорском формате, этой гонкой открывается сезон в городе Балаково.
| Год  | Золото                        | Серебро                      | Бронза                        |
| ---- | ----------------------------- | ---------------------------- | ----------------------------- |
| 2006 | Сергей Даркин (Балаково)      | Григорий Лагута (Даугавпилс) | Ренат Гафуров (Владивосток)   |
| 2007 | Сергей Даркин (Балаково)      | Илья Бондаренко (Тольятти)   | Максим Калимуллин(Балаково)   |
| 2010 | Владимир Бородулин (Балаково) | Максим Лобзенко (Балаково)   | Олег Бесчастнов (Тольятти)    |
| 2011 | Илья Чалов (Балаково)         | Максим Лобзенко (Балаково)   | Дмитрий Лемза (Балаково)      |
| 2012 | Роман Поважный (Балаково)     | Артём Водяков (Тольятти)     | Владимир Бородулин (Балаково) |